# Cassidispa bipuncticollis
Cassidispa bipuncticollis es un coleóptero de la familia Chrysomelidae.
Fue descrita científicamente en 1941 por Chen.